# Novîi Vîselok, Hadeaci
Novîi Vîselok (în ucraineană Новий Виселок) este un sat în comuna Rașivka din raionul Hadeaci, regiunea Poltava, Ucraina.

## Demografie
Componența lingvistică a localității Novîi Vîselok
     Ucraineană (94,12%)
     Belarusă (5,88%)
Conform recensământului din 2001, majoritatea populației localității Novîi Vîselok era vorbitoare de ucraineană (94,12%), existând în minoritate și vorbitori de belarusă (5,88%).